# Gentiana verna
Gentiana verna är en gentianaväxtart som beskrevs av Carl von Linné. Gentiana verna ingår i släktet gentianor, och familjen gentianaväxter.

## Utbredning

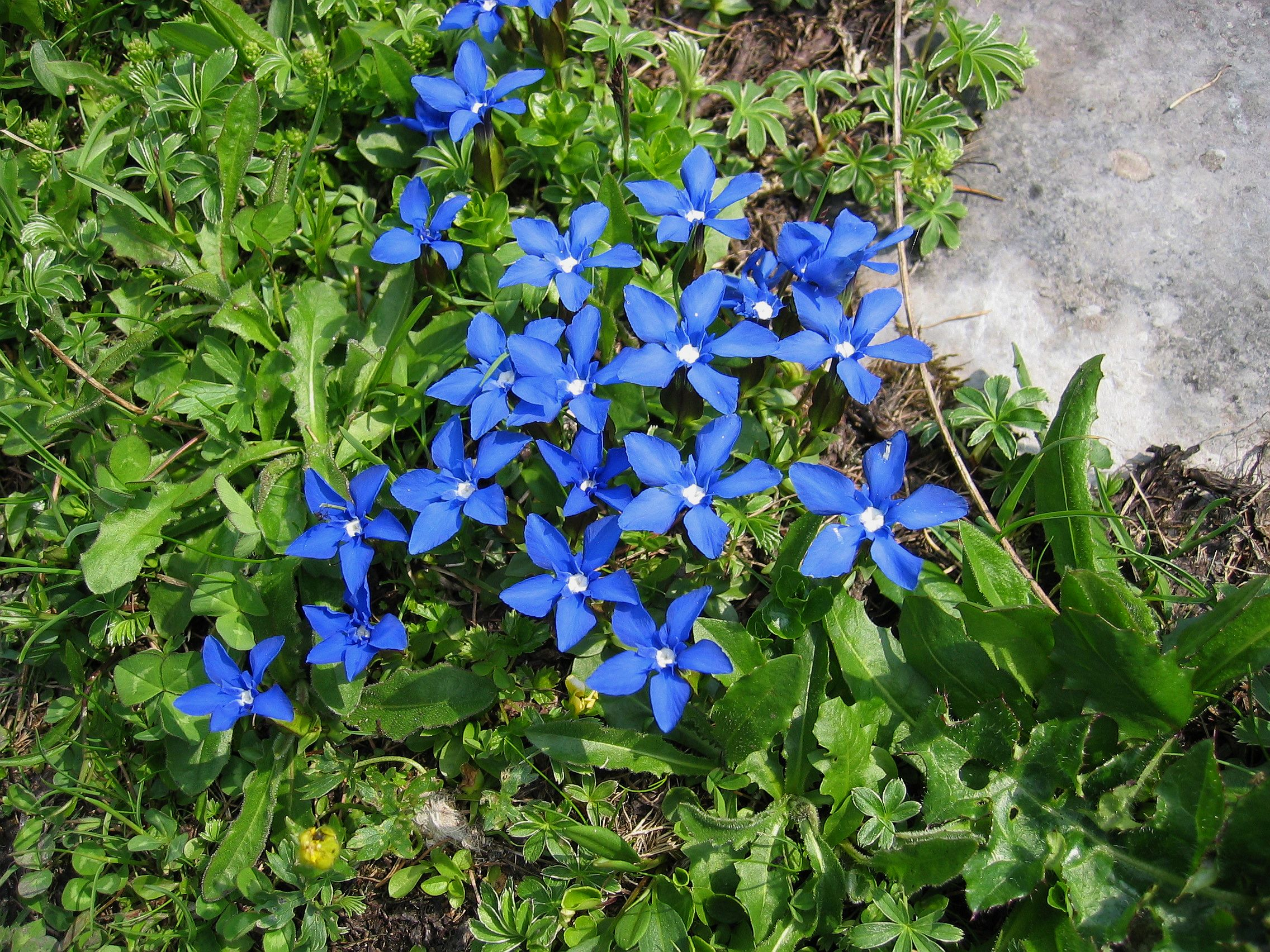
En grupp av G. verna

G. verna är en av de mest spridda arterna i släktet Gentiana. Den återfinns på soliga ängar i Alperna och på hedmark över större delen av Eurasien från Irland till Ryssland. Den är vanlig i centrala och sydöstra Europa, till exempel i de lägre områdena i Jurabergen och Balkan, och upp till en höjd av 2600 meter över havet. Den återfinns också i bergsområden från Atlasbergen i Marocko till bergsområdena i Turkiet, Irak och Iran. I norra Europa är den sällsynt och begränsad till Teesdale i norra England och en handfull platser på västra Irland. Den tycks frodas bäst på torra ängsmarker med kalkhaltig jord. I flera europeiska länder är den så sällsynt att den har fridlysts. 

## Underarter
Arten delas in i följande underarter:
- G. v. magellensis
- G. v. balcanica
- G. v. oschtenica
- G. v. pontica
- G. v. tergestina
- G. v. verna
- G. v. willkommiana